# Orconectes neglectus
Orconectes neglectus är en kräftdjursart som först beskrevs av Faxon 1885.  Orconectes neglectus ingår i släktet Orconectes och familjen Cambaridae. IUCN kategoriserar arten globalt som livskraftig.

## Underarter
Arten delas in i följande underarter:
- O. n. chaenodactylus
- O. n. neglectus